# Jaroslav Zvěřina
Jaroslav Zvěřina (pronunție cehă:  audio; n. 18 decembrie 1942, Třebíč, Cehoslovacia) este un om politic ceh, membru al Parlamentului European în perioada 2004-2009 din partea Cehiei.
1. ↑  Jaroslav Zvěřina, The Fine Art Archive, accesat în 9 octombrie 2017
2. 1 2  regionální databáze Krajské knihovny Vysočiny, accesat în 22 aprilie 2024
3. 1 2  Czech National Authority Database, accesat în 23 noiembrie 2019
4. ↑  The Fine Art Archive, accesat în 1 aprilie 2021
5. ↑  Czech National Authority Database, accesat în 1 martie 2022
6. ↑  Deputații în Parlamentul European
7. ↑  Data Poslanecké sněmovny a Senátu, accesat în 15 ianuarie 2020
8. 1 2  Číselník volebních stran - Volby do zastupitelstev obcí konané 23.09. – 24.09.2022 (în cehă), Český statistický úřad[*], accesat în 3 septembrie 2022